# Бірки (Ковельський район)
Бі́рки — село в Україні, у Ковельському районі Волинської області. Населення становить 723 осіб. Населений пункт знаходиться у Любомльській ОТГ.

## Географія
Знаходиться на відстані 55 км. від районного центру. В наш час[коли?] має автобусне сполучення з містами Луцьк та Любомль.

## Історія
Виникнення і подальше існування села було тісно пов'язане з його приміським положенням. Село Бірки починалося з невеликих розсіяних поселень.
Найперші жителі заселили центральну частину села. Зафіксована в документах 1672 року назва Бір спочатку стосувалася саме її, хоч пізніше ця назва була перенесена і на західну частину. Протягом кількох століть село незмінно належало римсько-католицькій церкві. Тривалий час село не мало усталеної назви, змінюючи її залежно від прізвищ його світських власників — Лопатинщина, Ліщинщина, Ліщинці.
В 1840 році за селами офіційно закріпились нові назви: Бірки і Бірки Ліщинецькі (назва походить від власника поселення (Ліщинщина), яке вперше згадане 1796 році як сільце Ліщинці).

У книзі Олександра Цинкаловського «Стара Волинь і Волинське Полісся» зустрічаємо такі рядки: 
| | \| БОРКИ, с, Володимирський пов., Любомельська вол., 67 км від Володимира. В кінці 19 ст. було там 76 домів і 543 жителів.[2] \| |
| БОРКИ, с, Володимирський пов., Любомельська вол., 67 км від Володимира. В кінці 19 ст. було там 76 домів і 543 жителів. | |

В 1902 році громада відкрила школу на 20 учнів. У селі Бірки навчання в школі проводилося польською мовою, це збереглося і в новозбудованій в 1929 році школі, яка була початковою. В 1911 році були запроваджені земства. У селах вибирали старосту і десяцьких, у волості — старшину, писаря і повітових гласних.
Протягом 1930—1935 років у Бірках діяв підпільний райком КПЗУ з 7 членів на чолі з його секретарем Кузьмиком М. Т.
За Ризьким мирним договором 1921 року Західна Волинь, у тому числі село Бірки, відійшли до Польщі. Село Бірки було підпорядковане Любомльській гміні однойменного повіту Волинського воєводства.
В 1930-х роках відбувається будівництво нової цегельні. Тоді ж зрушила з місця проблема охорони здоров'я. На початку жовтня 1939 року розгорнулась підготовка до виборів у Народні Збори Західної України.
23 вересня 1939 року на хуторі Чихурщина жителі села урочисто зустрічали червоноармійців, хліб-сіль яким підносив Клекоцюк Яким. На початку 1941 року 33 бідняцькі господарства проголосили створення колективної артілі ім. Леніна, у кінцевому результаті артіль об'єднала 204 селянських господарства з 220.
Протягом 1941-1942 років у лісі та на цегельні неподалік від села, на східній околиці Любомля, було розстріляно майже 5 тисяч жителів Любомля юдейського віросповідання.
За часів німецько-радянської війни із числа жителів села загинуло 57 військовослужбовців, жертви окупантів серед цивільного населення склали 31 особу, підірвалися на боєприпасах — 18 жителів села, жертвами міжетнічного конфлікту стали 31 особа, з них — 13 дітей. В Польщу депортовано 40 сімей, які мешкали на території села Бірки.
у 1946 році відновив свою роботу місцевий цегельний завод. Центрами культури на селі стали клуб та бібліотека.
У 1947 році була відновлена робота колгоспу «Перемога». Протягом 1950-1953 років він був об'єднаний з сусідніми сільгоспартілями ім. Сталіна в селі Скиби та ім. Белінського в місті Любомлі в одне укрупнене господарство — колгосп ім. Сталіна. В 1953 році відокремився колгосп ім. Сталіна, а новосформований колгосп ім. Хрущова об'єднав колгоспників с. Бірки і м. Любомль. 9 березня 1961 року колгосп ім. Сталіна було реорганізовано в радгосп «Любомльський».
В 1975 році перестала працювати цегельня.
Жителі села Бірки були ліквідаторами аварії на Чорнобильській АЕС в 1986 році (Чуйко В. В., Денисюк А. А., Пахалюк С. І., Сулік П. П., Черешньов В. С.).
У 1997 році споруджено приміщення, де відкрито фельдшерсько-акушерський пункт і пошту. Після реорганізації в 1997 році радгоспу «Любомльський» в КСП «Промінь» починалося роздержавлення місцевого аграрного сектора економіки. В наш час[коли?] в селі Бірки зареєстровано і діє КСП «Коса», керівником якого є Козачук Сергій Іванович.
До 23 листопада 2017 року — адміністративний центр Бірківської сільської ради Любомльського району Волинської області.
19 липня 2020 року, в результаті адміністративно-територіальної реформи та ліквідації Любомльського району, громада увійшла до складу Ковельського району.

## Населення
Згідно з переписом УРСР 1989 року чисельність наявного населення села становила 737 осіб, з яких 376 чоловіків та 361 жінка.
За переписом населення України 2001 року в селі мешкали 723 особи.

### Мова
Розподіл населення за рідною мовою за даними перепису 2001 року:
| Мова       | Відсоток |
| ---------- | -------- |
| українська | 99,17 %  |
| російська  | 0,69 %   |
| молдовська | 0,14 %   |

## Соціальна інфраструктура
У селі діють:
- дитячий садок;
- фельдшерсько-акушерський пункт;
- магазин господарських і продовольчих товарів;
- відділення зв'язку;
- будинок культури і бібліотека;
- загальноосвітня школа І-ІІ ступеня.

Станом на 2009 рік в школі навчалася 71 дитина. З 1992 року навчальний заклад випустив 178 учнів.

## Релігія
У 2006 році в селі збудовано православну (УПЦ МП) церкву святих і праведних Іоакима і Анни

## Пам'ятники

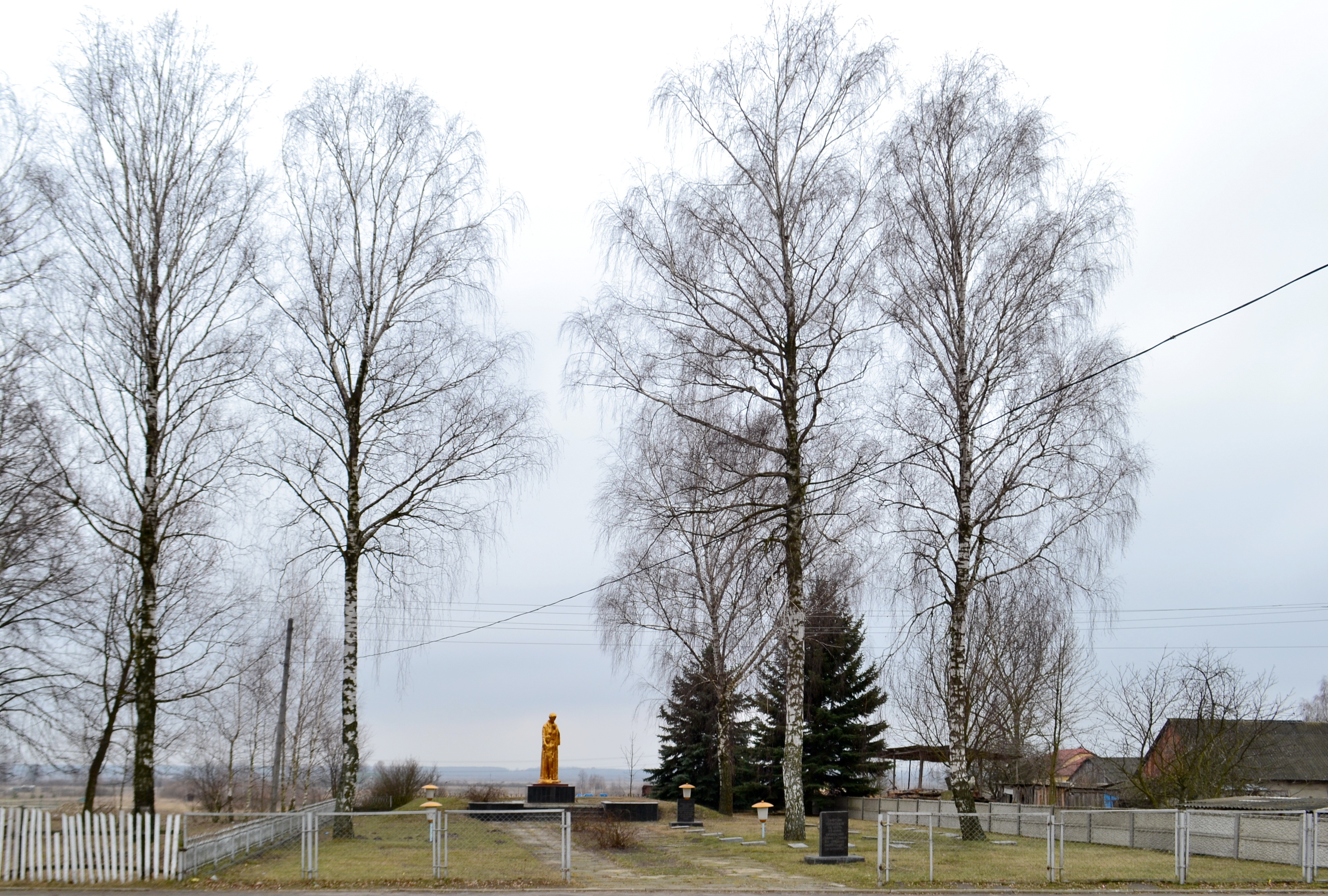
Група братських могил радянських воїнів (1955 рік)

У Бірках споруджено Обеліск Слави з групою братських могил воїнів, які загинули в боях за село у німецько-радянській війні.

## Відомі люди
Вихідцем з села Бірки є Букатевич Назарій Іванович, який став відомим вченим-мовознавцем, професором Одеського університету ім. Мечникова.
Один з його дев'яти дітей, Кузьмик Леонтій Мойсейович (23/12/1935-4/1/2019) ще донедавна проживав в місті Івано-Франківську і був членом-коресподентом Академії Наук України по Нафті і Газу.